# Michaela Dietz
Michaela Dietz é uma atriz e cantora coreano-americana cuja carreira profissional começou em 2005. Ela é conhecida por fazer o papel de Riff na série de televisão para crianças Barney & Amigos, da PBS, e como a voz da personagem fictícia Ametista no desenho animado Steven Universe do Cartoon Network.

## Início da vida
Dietz nasceu na Coreia do Sul, foi adotada, e cresceu em Cooperstown (Nova Iorque). Ela se formou em Estudos Internacionais pela Faculdade de Middlebury.. Ela já se declarou sobre como sua experiência como uma criança adotada influencia sua performance como Ametista de Steven Universe.

## Carreira
Dietz já trabalhou como a voz de três personagens de séries norte-americanas criadas para crianças, Riff em Barney & Friends, Ametista em Steven Universe, e Dolly em 101 Dalmatian Street.

## Filmografia

### Televisão
| Ano       | Título                        | Personagem         | Notas                         |
| --------- | ----------------------------- | ------------------ | ----------------------------- |
| 2009      | Workshop                      | Detetive feminina  | Episódio: "A Little Cocky"    |
| 2011      | Fo Fo Figgily Animated Series | Fo Fo (Voz)        | Curta-metragem                |
| 2012      | My America                    | Papel desconhecido | Episódio: "Hit and Run"       |
| 2013-2019 | Steven Universo               | Ametista (voz)     | Personagem principal          |
| 2015      | Louis and Georges             | Louis (voz)        | Nickelodeon short             |
| 2017      | Mighty Magiswords             | Danelda (voz)      | Episódio: "Hoppus the Hunted" |
| 2019      | 101 Dalmatian Street          | Dolly (voz)        | Personagem principal          |
| 2019-2020 | Steven Universo Futuro        | Ametista (voz)     | Personagem principal          |
| 2021-2023 | The Owl House                 | Vee (voz)          | 2-3 temporada                 |

### Filme
| Ano  | Filme                    | Personagem              | Notas                      |
| ---- | ------------------------ | ----------------------- | -------------------------- |
| 2005 | Discover Me              | Ellie                   |                            |
| 2009 | Red, Black & Blonde      | Dançarina da audição #1 | Curta-metragem             |
| 2009 | K-Town                   | Casal inter-racial #3   |                            |
| 2012 | Totally Smooth           | Sherry                  | Curta-metragem             |
| 2019 | Steven Universo: O Filme | Ametista                | Personagem Principal (Voz) |

### Barney & Friends
| Ano  | Título (Inglês)                           | Personagem | Notas          |
| ---- | ----------------------------------------- | ---------- | -------------- |
| 2007 | Barney: Let's Go to the Firehouse         | Riff (voz) |                |
| 2007 | Barney: Dino-mite Birthday                | Riff (voz) |                |
| 2008 | Barney's Animal ABCs                      | Riff (voz) |                |
| 2008 | Hi! I'm Riff!                             | Riff (voz) |                |
| 2008 | Barney: The Best of Barney                | Riff (voz) |                |
| 2009 | Barney: Once Upon a Dino-Tale             | Riff (voz) |                |
| 2009 | Barney: Let's Go on Vacation              | Riff (voz) |                |
| 2009 | Barney: Jungle Friends                    | Riff (voz) |                |
| 2009 | Barney: We Love Our Family                | Riff (voz) |                |
| 2010 | Barney: Let's Play Outside                | Riff (voz) |                |
| 2010 | Barney: A-Counting We Will Go             | Riff (voz) |                |
| 2011 | Barney: Big World Adventure: The Movie    | Riff (voz) |                |
| 2011 | Barney: 123 Learn                         | Riff (voz) | Curta-metragem |
| 2011 | Barney: I Can Do It                       | Riff (voz) |                |
| 2011 | Barney: A Very Merry Christmas: The Movie | Riff (voz) |                |
| 2012 | Barney: Planes, Trains & Cars             | Riff (voz) |                |
| 2012 | Barney: Clean Up, Clean Up!               | Riff (voz) |                |
| 2012 | Barney: I Love My Friends                 | Riff (voz) |                |

### Vídeo-games
| Ano  | Título                                 | Personagem      | Notas                                         |
| ---- | -------------------------------------- | --------------- | --------------------------------------------- |
| 2013 | Grand Theft Auto V                     | População local |                                               |
| 2014 | Cartoon Network Superstar Soccer: Goal | Ametista        | Jogo para celulares                           |
| 2015 | Steven Universo: Ataque ao Prisma!     | Ametista        | Jogo para celulares                           |
| 2015 | Lego Dimensions                        | Chunk           |                                               |
| 2017 | Steven Universo: Salve o Prisma        | Ametista        | Jogo para vídeo-game e computadores           |
| 2019 | Steven Universo: Libere O Prisma       | Ametista        | Jogo para vídeo-game,celulares e computadores |